# Bécsi Zene- és Előadóművészeti Egyetem
A Bécsi Zene- és Előadóművészeti Egyetem (németül: Universität für Musik und darstellende Kunst Wien, rövidítve MDW, a köznyelvben Musikakademie Wien, egy 1817-ben alapított ausztriai egyetem, mely Bécs III. kerületében található. Ez az egyetem Ausztria legnagyobb művészeti egyeteme és a világ legnagyobb zeneakadémiája. Mintegy 3100 hallgatója és 850 oktatója van; 25 intézetre oszlik, melyek művészi, művészettudományi és tisztán tudományos oktatást kínálnak. Rektora Ulrike Sych.

## Történelem

### A megalapítás és XIX. századi történelem
Már 1808-ban megvitatták a párizsi mintára épülő zenei konzervatórium létrehozását (Conservatoire de Paris). Az 1812-ben alapított bécsi Gesellschaft der Musikfreunde ennek az ügynek a megvalósítását tette fő feladatává, így már 1817-ben megalakulhatott egy zeneiskola, amely később megalapozta egy, a párizsihoz hasonló zenei ilyen intézmény létrejöttét. Így, hivatalosan, 1817 lett az MDW alapításának éve is. Az instrumentális órák 1819-ben kezdődtek meg, az indulásnál Joseph Böhm hegedűprofesszor segédkezett. 
Rövid megszakításokkal, a 19. század folyamán jelentősen bővült a tantárgyak köre, így az 1890-es évekre már több mint 1000 hallgatója volt az oktatási intézménynek. 1909-ben a magánintézetet a császár határozatával államosították, és azóta, mindmáig k.k. Akademie für Musik und darstellende Kunst a neve.

### XX. századi történelem
Az államosítással saját házat is kapott a Wiener Konzerthausgesellschafttal együttműködve 1912-től a Lisztstrassén olyan épületet építettek először (ma ez az Akademietheater), amelybe már 1914 januárjában be lehetett költözni. Az első világháború után, 1919-ben, az intézmény nevét Staatsakademie-ra változtatták. 1928-ban az akadémiát kibővítették színművészeti intézettel (Reinhardt-Seminar) és zeneoktatási intézettel. 1938 és 1945 között Reichshochschule néven folytatták az oktatást a zsidó tanárok és hallgatók kizárásával.
A második világháborút követően, 1946-ban, az intézmény ismét művészeti akadémia lett, 1970-től 1998-ig a Hochschule für Musik und darstellende Kunst néven nevezték, 1998 óta pedig egyetemi rangot kapott.
1952-ben Walter Kolm-Veltée külön kurzust hozott létre a filmművészet oktatására. A felsőoktatási intézmény 1960-ban filmes osztállyal is bővült Hans Winge vezetésével. 1963-ban a két filmművészetet oktató képzést egyesítették az újonnan létrehozott Film und Fernsehen tanszék létrehozásával. Később további filmes tantárgyak képzését is elindítottak és 1998 óta a tanszék Filmakademie Wienként is ismert.

## Campus
Az egykori Wiener Neustädter-Kanálnál (a mai  S-Bahn-Trasse vonalon) található Hofbauamt műemlék jellegű, 1850-ben alapított épülete Bécs III. kerületében az Anton-von-Webern-Platz 1 alatt található.
1776-ban II. József császár rendeletére állatkórházat építettek itt a volt jezsuita tejüzemben. 1821-től 1823-ig  nagyszabású tervek alapján Johann Nepomuk Amann új épületet épített. A főépület hosszú homlokzattal nyúlik ki a Linken Bahngassé-ig, idővel számos kiegészítő résszel bővült. Komoly kihívás volt a kaisersteinbruchi követ felhasználó kőfaragó mestereknek a toszkán oszlopok és a pilaszterek és összefüggő sorának kifaragása a tágas előcsarnokban, valamint a nyitott tengely körül létrehoztott a tágas oszloplépcső megalkotása, mindez könnyű kaisersteinből, annak tipikus kék áttetsző zárványaival. Az épület 1975-ig a Tierärztlichen Hochschule székhelye volt, aztán 1975-től a Veterinärmedizinischen Universität székhelye lett.
1996-ban ezt az épületet választották a bécsi k.k. Akademie für Musik und darstellende Kunst  új központjának, és Reinhardt Gallister építész vezetésével teljesen felújították. A történelmi szerkezetet meghagyták az olyan elemek, mint az üveg, a fa és a kő, megmaradtak stílusmeghatározó elemeknek. A modern technológiát és felszereltséget kombinálták a kitűnő akusztikával. Stúdiók, tantermek és különtermek külső megrendelők számára is bérelhetők.

## Fordítás
- Ez a szócikk részben vagy egészben  az   Universität für Musik und darstellende Kunst Wien című német Wikipédia-szócikk fordításán alapul.  Az eredeti cikk szerkesztőit annak laptörténete sorolja fel. Ez a jelzés csupán a megfogalmazás eredetét és a szerzői jogokat jelzi, nem szolgál a cikkben szereplő információk forrásmegjelöléseként.